# Alvin i wiewiórki 3
Alvin i wiewiórki 3 (ang. Alvin and the Chipmunks: Chipwrecked) – amerykański film animowany z 2011 roku w reżyserii Mike’a Mitchella. Jego światowa premiera odbyła się 16 grudnia 2011 roku, zaś w Polsce odbyła się 13 stycznia 2012 roku.
Jest to kontynuacja obu filmów Alvin i wiewiórki z 2007 roku oraz Alvin i wiewiórki 2 z 2009 roku.

## Fabuła
Wiewiórki i ich opiekun, Dave Seville, płyną statkiem na rozdanie międzynarodowych nagród muzycznych. Ta wyprawa ma być zarazem rodzajem wakacji. Alvin obiecuje, że będzie grzeczny, ale oczywiście sprawy szybko wymykają się spod kontroli. W efekcie, gdy Alvin postanawia chwycić za ster, przejąć jacuzzi i zagrać w black Jacka, na statku rozpętuje się małe piekło.
Wiewiórki przez przypadek odlatują na latawcu ze statku, i trafiają na bezludną wyspę, co dla już udomowionych zwierząt staje się sporym wyzwaniem. Na drugą stronę wyspy trafiają Dave i Ian (w ubraniu pelikana). Nie wiedzą, czy podążać za naturalnym instynktem, czy też wezwać kogoś na pomoc. Szymon zaczyna być spontaniczny i staje się podobny do Alvina, chociaż bardziej ogarnięty (Zmiana w Simona). Brittany uświadamia sobie, że jest nie tylko ładna, ale i mądra. Z kolei szalony Alvin dojrzewa i stara się wyplątać bliskich z trudnej sytuacji.
Nieoczekiwanie wiewiórki odkrywają, że wyspa nie jest tak do końca bezludna. Mieszka na niej Zoey, którą biorą początkowo za groźnego potwora. Okazuje się, że jest rozbitkiem, a jej jedynymi przyjaciółmi są... piłki: do koszykówki, golfowa, baseballowa, tenisowa i futbolowa, z którymi lubi sobie gawędzić. Kiedy poznaje wiewiórki, stwierdza, że jest na wyspie już tak długo, że wydaje jej się, że zwierzęta potrafią mówić.

## Obsada
| Rola | Aktor               | Polski dubbing          |
| --- | ------------------- | ----------------------- |
| Ludzie |                     |                         |
| Dave Seville | Jason Lee           | Wojciech Paszkowski     |
| Ian | David Cross         | Tomasz Bednarek         |
| Zoe | Jenny Slate         | Monika Pikuła           |
| Wiewiórki |                     |                         |
| Alvin | Justin Long         | Grzegorz Drojewski      |
| Szymon | Matthew Gray Gubler | Artur Pontek            |
| Teodor | Jesse McCartney     | Tomasz Steciuk          |
| Żaneta | Anna Faris          | Julia Kołakowska-Bytner |
| Brittany | Christina Applegate | Agnieszka Fajlhauer     |
| Eleonora | Amy Poehler         | Katarzyna Owczarz       |
| Opracowanie wersji polskiej: Studio Sonica Reżyseria: Jerzy Dominik Tłumaczenie: Arleta Walczak Dialogi polskie: Joanna Kuryłko Dźwięk: Georgy Fek, Agnieszka Stankowska Zgranie: Mixed by Deluxe Organizacja produkcji: Agnieszka Kudelska Nagrań dokonano w: Studio Mafilm Audio w Budapeszcie W pozostałych rolach: Miriam Aleksandrowicz, Jerzy Dominik, Agnieszka Kudelska, Dorota Furtak |                     |                         |

## Nagrody
- Kids’ Choice Awards 2012: Ulubiony film